# Żywiec
Żywiec este un oraș în Polonia. Este cunoscut pentru așezările de gorali din împrejurimile acestuia. Aici este produsă cea mai renumită marcă de bere poloneză: Żywiec.